# Шкловський район
Шкловський район — адміністративно-територіальна одиниця в Могильовській області Білорусі. Адміністративний центр - місто Шклов. Населення 30 802 особи (2009). У складі району 8 сільських рад і 1 місто.

## Географія
Річки: Лахва.